# Mistrzostwa Świata w Biathlonie 2021 – sztafeta mieszana
Sztafeta mieszana na Mistrzostwach Świata w Biathlonie 2021 odbyła się 10 lutego w Pokljuce. Była to pierwsza konkurencja podczas tych mistrzostw. Wystartowało w niej 27 reprezentacji, z których 3 nie ukończyło zawodów. Mistrzami świata zostali Norwegowie, srebro zdobyli Austriacy, a trzecie miejsce zajęli Szwedzi.
Polacy ukończyli zawody na 24 miejscu.

## Wyniki
| Miejsce | Nr | Reprezentacja                                                                                    | Czas                                      | Kary (L+S)                              | Strata  |
| ------- | -- | ------------------------------------------------------------------------------------------------ | ----------------------------------------- | --------------------------------------- | ------- |
| 01 !    | 2  | Norwegia · Sturla Lægreid · Johannes Thingnes Bø · Tiril Eckhoff · Marte Olsbu Røiseland         | 1:20:19,3 18:36,5 18:21,3 21:37,6 21:43,9 | 0+4 0+7 0+0 0+1 0+1 0+1 0+2 0+2 0+1 0+3 |         |
| 02 !    | 11 | Austria · David Komatz · Simon Eder · Dunja Zdouc · Lisa Hauser                                  | 1:20:46,3 19:02,2 18:59,4 21:31,5 21:13,2 | 0+1 0+1 0+1 0+0 0+0 0+0 0+0 0+1         | +27,0   |
| 03 !    | 13 | Szwecja · Sebastian Samuelsson · Martin Ponsiluoma · Linn Persson · Hanna Öberg                  | 1:20:49,9 19:04,3 18:56,7 21:31,5 21:17,4 | 0+3 0+5 0+0 0+2 0+1 0+2 0+0 0+1 0+2 0+0 | +30,6   |
| 4       | 10 | Ukraina · Artem Pryma · Dmytro Pidruczny · Julija Dżima · Ołena Pidhruszna                       | 1:20:50,4 18:45.8 19:07.4 21:21.5 21:35.7 | 0+3 0+5 0+1 0+0 0+1 0+2 0+1 0+0 0+0 0+3 | +31,1   |
| 5       | 3  | Francja · Émilien Jacquelin · Quentin Fillon Maillet · Anaïs Chevalier-Bouchet · Julia Simon     | 1:21:05,5 18:36,3 19:00,7 22:13,6 21:14,9 | 0+6 1+4 0+2 0+0 0+2 0+1 0+1 1+3 0+1 0+0 | +46,2   |
| 6       | 7  | Włochy · Didier Bionaz · Lukas Hofer · Dorothea Wierer · Lisa Vittozzi                           | 1:21:18,2 19:32,6 19:05,6 21:36,2 21:03,8 | 0+3 0+3 0+2 0+1 0+0 0+1 0+1 0+0         | +58,9   |
| 7       | 5  | Niemcy · Erik Lesser · Arnd Peiffer · Denise Herrmann · Franziska Preuß                          | 1:21:24,2 19:34,2 19:05,5 21:24,8 21:19,7 | 0+2 0+9 0+1 0+3 0+0 0+1 0+0 0+3 0+1 0+2 | +1:04,9 |
| 8       | 15 | Kanada · Christian Gow · Scott Gow · Nadia Moser · Emma Lunder                                   | 1:22:25,3 18:46,7 19:06,8 22:54,5 21:37,3 | 0+1 0+5 0+0 0+1 0+0 0+3 0+1 0+0         | +2:06,0 |
| 9       | 1  | Rosyjski Związek Biathlonu Aleksandr Łoginow Eduard Łatypow Swietłana Mironowa Uljana Kajszewa   | 1:22:30,7 19:01,7 19:09,0 22:38,3 21:41,7 | 0+5 2+4 0+2 0+1 0+3 0+0 0+0 2+3 0+0 0+0 | +2:11,4 |
| 10      | 6  | Szwajcaria · Benjamin Weger · Jeremy Finello · Selina Gasparin · Lena Häcki                      | 1:22:57,8 19:13,9 19:24,5 21:23,3 22:56,1 | 0+4 1+5 0+1 0+1 0+0 0+1 0+0 0+0 0+3 1+3 | +2:38,5 |
| 11      | 14 | Czechy · Ondřej Moravec · Michal Krčmář · Markéta Davidová · Lucie Charvátová                    | 1:23:19,3 19:34,7 19:33,4 21:27,0 22:44,2 | 0+2 2+7 0+1 0+1 0+0 0+3 0+1 0+0 0+0 2+3 | +3:00,0 |
| 12      | 9  | Stany Zjednoczone · Sean Doherty · Jake Brown · Joanne Reid · Clare Egan                         | 1:23:44,1 19:14.2 19:24.6 22:21.8 22:43.5 | 0+3 0+5 0+0 0+0 0+0 0+2 0+2 0+1 0+1 0+2 | +3:24,8 |
| 13      | 8  | Finlandia · Tuomas Harjula · Tero Seppälä · Suvi Minkkinen · Mari Eder                           | 1:23:54,4 19:32,1 19:24,1 23:03,3 21:54,9 | 0+2 0+4 0+2 0+1 0+0 0+3 0+0 0+0         | +3:35,1 |
| 14      | 4  | Białoruś · Anton Smolski · Siergiej Boczarnikow · Jelena Kruczinkina · Dzinara Alimbiekawa       | 1:24:20,2 18:32,2 20:35,3 23:41,0 21:31,7 | 0+4 2+4 0+1 0+0 0+1 0+1 0+2 2+3 0+0 0+0 | +4:00,9 |
| 15      | 26 | Bułgaria · Dimityr Gerdżikow · Władimir Iliew · Miłena Todorowa · Danieła Kadewa                 | 1:24:26,5 19:24,6 19:43,1 22:04,2 23:14,6 | 0+3 0+2 0+0 0+0 0+2 0+0 0+1 0+1 0+0 0+1 | +4:07,2 |
| 16      | 17 | Słowenia · Jakov Fak · Klemen Bauer · Polona Klemenčič · Živa Klemenčič                          | 1:24:57,2 18:43,9 19:53,9 23:07,8 23:11,6 | 0+1 1+5 0+0 0+1 0+1 0+1 0+0 0+0 0+0 1+3 | +4:37,9 |
| 17      | 22 | Litwa · Karol Dombrovski · Vytautas Strolia · Gabrielė Leščinskaitė · Natalija Kočergina         | 1:25:20,3 19:33,8 19:40,9 23:02,4 23:03,2 | 0+4 0+6 0+0 0+2 0+2 0+0 0+0 0+2 0+2 0+2 | +5:01,0 |
| 18      | 20 | Słowacja · Michal Šíma · Tomáš Hasilla · Ivona Fialková · Paulína Fialková                       | 1:25:25,4 20:16,6 19:54,1 23:21,1 21:53,6 | 0+2 1+8 0+1 0+3 0+1 0+1 0+0 1+3 0+0 0+1 | +4:22.3 |
| 19      | 16 | Estonia · Rene Zahkna · Kalev Ermits · Johanna Talihärm · Tuuli Tomingas                         | 1:25:25,6 19:35,2 20:34,4 23:08,2 22:07,8 | 0+2 0+6 0+0 0+1 0+0 0+2 0+2 0+2 0+0 0+1 | +5:06,3 |
| 20      | 18 | Japonia · Mikito Tachizaki · Tsukasa Kobonoki · Fuyuko Tachizaki · Sari Maeda                    | 1:25:41,9 20:26,3 20:08,0 22:27,0 22:40,6 | 0+5 1+7 0+1 1+3 0+1 0+2 0+0 0+1 0+3 0+1 | +5:22,6 |
| 21      | 24 | Belgia · Florent Claude · Thierry Langer · Lotte Lie · Rieke De Meyer                            | 1:26:50,4 19:25,0 19:56,3 22:37,2 24:51,9 | 0+3 0+1 0+2 0+0 0+0 0+0 0+0 0+1 0+1 0+0 | +6:31,1 |
| 22      | 25 | Mołdawia · Maksim Makarov · Mihail Usov · Alina Stremous · Alla Ghilenko                         | 1:26:59,7 20:20,3 20:08,0 23:40,5 22:50,9 | 0+8 0+7 0+3 0+1 0+2 0+0 0+3 0+3 0+0 0+3 | +6:40,4 |
| 23      | 19 | Łotwa · Aleksandrs Patrijuks · Edgars Mise · Baiba Bendika · Sanita Buliņa                       | 1:27:05,4 19:59,7 20:35,0 22:06,0 24:24,7 | 0+4 0+4 0+1 0+0 0+0 0+3 0+2 0+1 0+1 0+0 | +6:46,1 |
| 24      | 12 | Polska · Andrzej Nędza-Kubiniec · Grzegorz Guzik · Anna Mąka · Kamila Żuk                        | 1:27:06,3 20:00,8 21:16,0 22:42,2 23:07,3 | 0+0 3+9 0+0 0+0 0+0 2+3 0+0 0+3 0+0 1+3 | +6:47,0 |
| 25      | 23 | Rumunia · George Buta · Cornel Puchianu · Elena Chirkova · Ana Cotrus                            | LAP 19:36,8 21:06,7 24:10,7               | 2+9 2+3 0+2 0+0 0+1 2+3 0+3 0+0 2+3     | -       |
| 26      | 27 | Korea Południowa · Kim Yong-gyu · Choi Du-jin · Jekaterina Awwakumowa · Anna Frolina             | LAP 20:54,4 21:43,1                       | 0+1 0+4 0+1 0+3 0+0 0+1 0+0 0+0         | -       |
| 27      | 21 | Kazachstan · Aleksandr Muchin · Władisław Kiriejew · Jelizawieta Bielczenko · Galina Wiszniewska | LAP 22:04,6 21:06,3                       | 0+4 3+5 0+3 3+3 0+1 0+3 0+0 0+0         | -       |